# レイモンド (マスコットキャラクター)

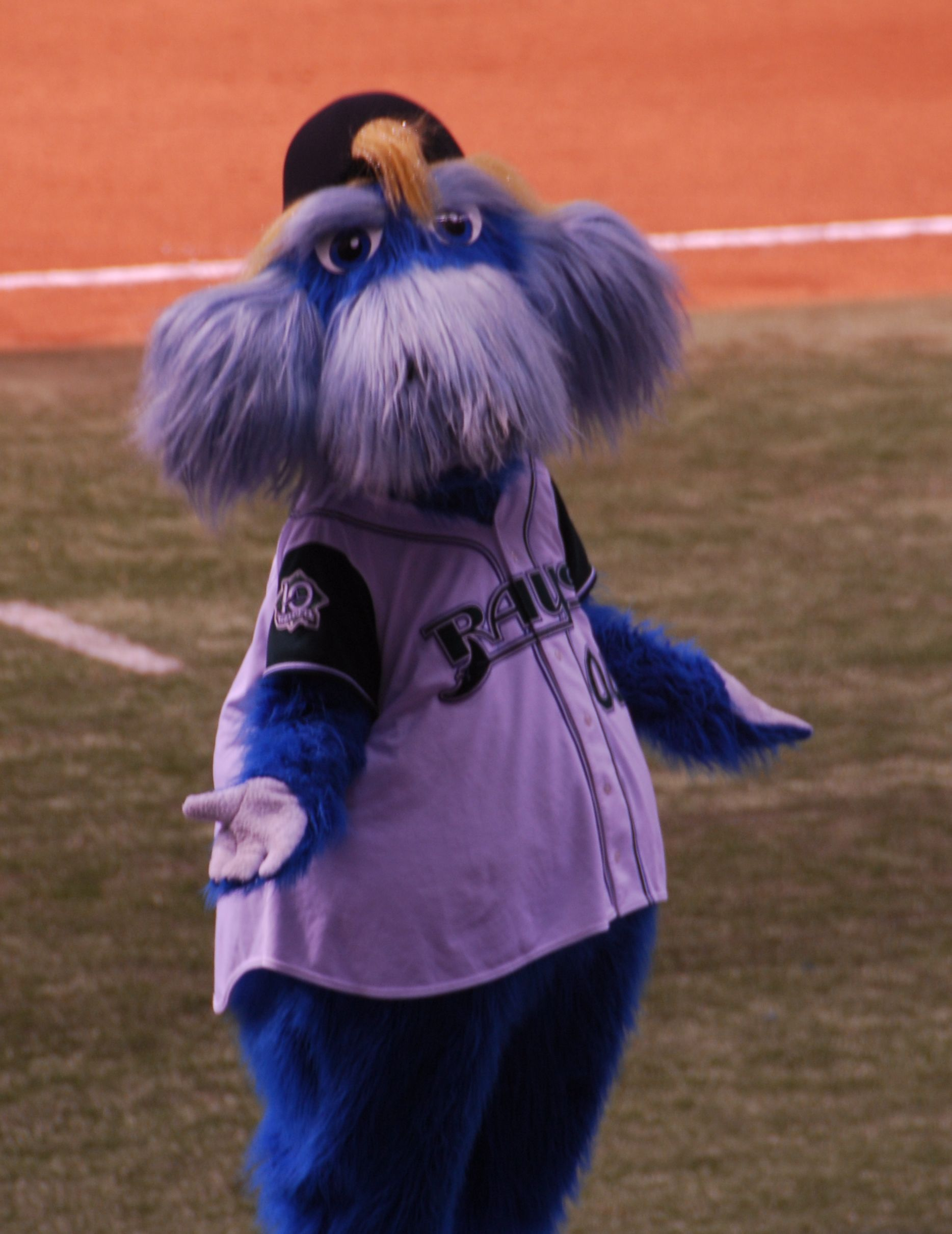
2007年9月

レイモンド（Raymond）は、野球のメジャーリーグベースボールにおける、タンパベイ・レイズの球団マスコットキャラクターである。
モチーフはメキシコ湾でイトマキエイと友達だったという架空の青い動物。

## 概要・特徴
球団創設初年度（当時はタンパベイ・デビルレイズ）の1998年、メキシコ湾へ釣り旅行に行った球団スカウトが遭遇したことがきっかけでマスコットとなった。
フルネームはレイモンド・レイ（Raymond Ray）で、背番号は00。ダンスやハグが好き。大好物はホットドッグだが、食べ物ならなんでもOK。嫌いなのは、毛玉、入浴、そしてナチョスのチーズが毛にひっつくこと。趣味は読書。子どもが大好きで、レイズの応援をしている時が一番幸せだという。